# صوانية (عين العرب)
صوانية قرية سوريّة تتبع إداريّاً لمحافظة حلب منطقة عين العرب ناحية مركز شيوخ تحتاني، بلغ تعداد سكانها 763 نسمة حسب التعداد السكاني لعام 2004.